# Toxodora ferruginea
Toxodora ferruginea är en sjögurkeart. Toxodora ferruginea ingår i släktet Toxodora och familjen Chiridotidae. Inga underarter finns listade i Catalogue of Life.